# Планківські одиниці
Одиниці Планка — запропонована Максом Планком система одиниць фізичних величин, збудованих у вигляді комбінації фундаментальних фізичних сталих: гравітаційної сталої, швидкості світла і сталої Планка, сталої Больцмана.
Комбінуючи зазначені сталі, Планк отримав фундаментальні значення довжини, часу, маси, температури і похідних від них. Він ставив собі за мету отримати фізичні одиниці, які не залежали б від довільного історичного вибору, а годилися б для всіх часів, культур і народів, навіть неземних.
Системи вимірювання, які застосовуються на практиці, наприклад система SI, базуються на довільно вибраних одиницях. Якщо одиниця часу секунда початково вибиралася як певна частина доби, тобто вона має значення хоча б у межах Землі, то початковий вибір одиниці маси кілограма і одиниці довжини метра був взагалі довільним. 

## Основні одиниці
- Довжина Планка

{\displaystyle l_{P}={\sqrt {\frac {\hbar G}{c^{3}}}}\thickapprox } 1.616 24 (12) × 10−35 м.
де G — гравітаційна стала, с — швидкість світла, {\displaystyle \hbar } — зведена стала Планка.
- Маса Планка

{\displaystyle m_{P}={\sqrt {\frac {\hbar c}{G}}}} ≈ 1,2209 × 1019 ГеВ/c2 = 2,176 × 10−8 кг.
- Час Планка

{\displaystyle t_{P}={\sqrt {\frac {\hbar G}{c^{5}}}}\approx } 5.39121(40)×10−44 c.
Планківські одиниці абсолютно незастосовні на практиці. Сучасна фізика навіть близько не може підступитися до процесів, які відбуваються на таких малих довжинах і за такі короткі проміжки часу, за таких енергій. Наприклад, розміри атомного ядра складають всього приблизно 10−15 м. Усе дрібніше в сучасній фізиці вважається точковим. А довжина Планка на двадцять порядків менша.
Однак планківські одиниці мають для фізиків притягальну силу, бо вони свідчать про масштаби найфундаментальніших процесів природи.

## Похідні одиниці
У будь-якій системі одиниць одиниці вимірювання усякої фізичної величини виражаються через базові одиниці. Нижче у таблиці наведені похідні планківські одиниці, більшість яких використовується дуже рідко.
| Назва                       | Розмірність               | Формула | Наближений еквівалент SI |
| --------------------------- | ------------------------- | --- | ------------------------ |
| Планківська площа           | Площа (L2)                | {\displaystyle l_{\text{P}}^{2}={\frac {\hbar G}{c^{3}}}} | 2.6121 × 10−70 м2        |
| Планківський об'єм          | Об'єм (L3)                | {\displaystyle l_{\text{P}}^{3}=\left({\frac {\hbar G}{c^{3}}}\right)^{\frac {3}{2}}={\sqrt {\frac {(\hbar G)^{3}}{c^{9}}}}}                                 | 4.2217 × 10−105 м3       |
| Планківський імпульс        | Імпульс (LMT−1)           | {\displaystyle m_{\text{P}}c={\frac {\hbar }{l_{\text{P}}}}={\sqrt {\frac {\hbar c^{3}}{G}}}}                                                                | 6.52485 кг*м/с (Н с)     |
| Планківська енергія         | Енергія (L2MT−2)          | {\displaystyle E_{\text{P}}=m_{\text{P}}c^{2}={\frac {\hbar }{t_{\text{P}}}}={\sqrt {\frac {\hbar c^{5}}{G}}}}                                               | 1.9561 × 109 Дж          |
| Планківська сила            | Сила (LMT−2)              | {\displaystyle F_{\text{P}}={\frac {E_{\text{P}}}{l_{\text{P}}}}={\frac {\hbar }{l_{\text{P}}t_{\text{P}}}}={\frac {c^{4}}{G}}}                              | 1.21027 × 1044 Н         |
| Планківська потужність      | Потужність (L2MT−3)       | {\displaystyle P_{\text{P}}={\frac {E_{\text{P}}}{t_{\text{P}}}}={\frac {\hbar }{t_{\text{P}}^{2}}}={\frac {c^{5}}{G}}}                                      | 3.62831 × 1052 Вт        |
| Планківська густина         | Густина (L−3M)            | {\displaystyle \rho _{\text{P}}={\frac {m_{\text{P}}}{l_{\text{P}}^{3}}}={\frac {\hbar t_{\text{P}}}{l_{\text{P}}^{5}}}={\frac {c^{5}}{\hbar G^{2}}}}        | 5.15500 × 1096 кг/м3     |
| Планківська густина енергії | Густина енергії (L−1MT−2) | {\displaystyle \rho _{\text{P}}^{E}={\frac {E_{\text{P}}}{l_{\text{P}}^{3}}}={\frac {c^{7}}{\hbar G^{2}}}}                                                   | 4.63298 × 10113 Дж/м3    |
| Планківська інтенсивність   | Інтенсивність (MT−3)      | {\displaystyle I_{\text{P}}=\rho _{\text{P}}^{E}c={\frac {P_{\text{P}}}{l_{\text{P}}^{2}}}={\frac {c^{8}}{\hbar G^{2}}}}                                     | 1.38893 × 10122 Вт/м2    |
| Планківська кутова частота  | Частота (T−1)             | {\displaystyle \omega _{\text{P}}={\frac {1}{t_{\text{P}}}}={\sqrt {\frac {c^{5}}{\hbar G}}}}                                                                | 1.85487 × 1043 с−1       |
| Планківський тиск           | Тиск (L−1MT−2)            | {\displaystyle p_{\text{P}}={\frac {F_{\text{P}}}{l_{\text{P}}^{2}}}={\frac {\hbar }{l_{\text{P}}^{3}t_{\text{P}}}}={\frac {c^{7}}{\hbar G^{2}}}}            | 4.63309 × 10113 Па       |
| Планківський струм          | Струм (QT−1)              | {\displaystyle I_{\text{P}}={\frac {q_{\text{P}}}{t_{\text{P}}}}={\sqrt {\frac {4\pi \epsilon _{0}c^{6}}{G}}}}                                               | 3.4789 × 1025 A          |
| Планківська напруга         | Напруга (L2MT−2Q−1)       | {\displaystyle V_{\text{P}}={\frac {E_{\text{P}}}{q_{\text{P}}}}={\frac {\hbar }{t_{\text{P}}q_{\text{P}}}}={\sqrt {\frac {c^{4}}{4\pi \epsilon _{0}G}}}}    | 1.04295 × 1027 В         |
| Планківський опір           | Опір (L2MT−1Q−2)          | {\displaystyle Z_{\text{P}}={\frac {V_{\text{P}}}{I_{\text{P}}}}={\frac {\hbar }{q_{\text{P}}^{2}}}={\frac {1}{4\pi \epsilon _{0}c}}={\frac {Z_{0}}{4\pi }}} | 29.9792458 Ω             |

## Зв'язок довжини Планка та довжини Стоні
З одного боку, планківська довжина є гравітаційним радіусом планківської маси {\displaystyle r_{g{\text{(P)}}}}:
{\displaystyle l_{\text{P}}={\frac {\hbar }{m_{\text{P}}c}}={\frac {Gm_{\text{P}}}{c^{2}}}=r_{g{\text{(P)}}}}.
Величину {\displaystyle r_{g}=Gm/c^{2}} (гравітаційний радіус маси {\displaystyle m}) запровадив німецький теоретик Герман Вейль у роботі “Гравітація та електрика” (1918); гравітаційний радіус тіла не слід плутати з його шварцшильдівським радіусом {\displaystyle R_{\text{S}}=2Gm/c^{2}}.

З іншого боку,

{\displaystyle l_{\text{P}}={\frac {\hbar }{m_{\text{P}}c}}={\frac {\alpha \hbar c}{\alpha m_{\text{P}}c^{2}}}={\frac {ke^{2}}{m_{\text{A}}c^{2}}},} 

де {\displaystyle k={\frac {1}{4\pi \varepsilon _{0}}},} {\displaystyle \alpha ={\frac {1}{137,036}},} а маса {\displaystyle m_{\text{A}}=\alpha m_{\text{P}}=1{,}5882\times 10^{-10}}кг.

Величина {\displaystyle ke^{2}/m_{\text{A}}c^{2}=r_{\text{A}}} — це класичний радіус зарядженої елементарної частинки з масою {\displaystyle m_{\text{A}}}. 
 
Таким чином, планківська довжина має подвійний зміст: {\displaystyle r_{g{\text{(P)}}}=l_{\text{P}}=r_{\text{A}}}.

Іншими словами: довжина Планка пов'язана одночасно з двома абсолютно різними масами ({\displaystyle m_{\text{P}}} та {\displaystyle m_{\text{A}}}), які відрізняються за величиною (приблизно) у 137 разів. 

Класичний радіус {\displaystyle r=ke^{2}/mc^{2}} зменшується зі зростанням маси частинки і досягає найменшого значення {\displaystyle r_{\text{S}}} (довжина Стоні {\displaystyle l_{\text{S}}}) для маси Стоні ({\displaystyle m_{\text{S}}}):
{\displaystyle r_{\text{S}}=ke^{2}/m_{\text{S}}c^{2}=l_{\text{S}}},

де {\displaystyle l_{\text{S}}={\sqrt {\alpha }}\,l_{\text{P}}=1{,}3807\times 10^{-36}}м; {\displaystyle m_{\text{S}}={\sqrt {\alpha }}\,m_{\text{P}}=1{,}8592\times 10^{-9}}кг. 

Гравітаційний радіус {\displaystyle r_{g}=Gm/c^{2}} (на відміну від класичного радіусу частинки) зменшується зі зменшенням маси тіла і досягає найменшого значення {\displaystyle r_{g{\text{(S)}}}} (довжина Стоні {\displaystyle l_{\text{S}}}) для маси Стоні ({\displaystyle m_{\text{S}}}):
{\displaystyle r_{g{\text{(S)}}}=Gm_{\text{S}}/c^{2}=l_{\text{S}}}. 

Таким чином, для маси Стоні класичний радіус збігається з гравітаційним радіусом: 
{\displaystyle r_{\text{S}}=l_{\text{S}}=r_{g{\text{(S)}}}}. 

На шкалі різних мас маса Стоні {\displaystyle (m_{\text{S}})} лежить точно посередині між масою {\displaystyle m_{\text{A}}} і масою Планка {\displaystyle (m_{\text{P}})}: {\displaystyle ...m_{\text{A}}...m_{\text{S}}...m_{\text{P}}...} 